# Kaspar Maria von Sternberg
Kaspar Maria von Sternberg, em tcheco Kašpar Maria hrabě ze Šternberka, (Praga, 6 de janeiro de 1761 – Březina, 20 de dezembro de 1838) foi um naturalista checo, considerado o fundador da paleobotânica, o estudo das plantas fósseis.

## Primeiros anos e vida eclesiástica
Sternberg nasceu em Praga, o mais novo dos oito filhos do Conde Johann von Sternberg e da sua mulher, Anna-Josepha. O seu pai foi oficial do exército da Boémia e a sua mãe era bastante educada, sendo fluente em quatro línguas, incluindo francês e inglês. Durante os seus primeiros anos, Sternberg recebeu uma educação mista, em casa e numa escola pública, onde revelou aptidões para as línguas e ciências naturais. Por volta dos seus onze anos, foi decidido que seguiria a carreira eclesiástica e, depois do internato nos seminários de Freiburg e Ratisbona, foi enviado para o Collegium Germanicum em Roma em 1779. Em 1782, por razões de ordem política, o Collegium Germanicum fechou e Sternberg concluiu os seus estudos teológicos em Pisa. Findo o seu curso, rumou a uma temporada em Nápoles, onde conheceu diversos artistas e intelectuais, incluindo Goethe, de quem se tornou amigo.
Em 1783, Sternberg obteve uma colocação em Ratisbon, tornando-se diácono em 1785. No entretanto envolveu-se com a loja maçónica local, de seu nome Die Wachsenden zu den Drei Schlüsseln e integrou-se bem no círculo de intelectuais e aristocratas da zona. A sua carreira eclesiástica progrediu mas, devido às convulsões políticas e sociais consequentes da Revolução Francesa, Sternberg desiludiu-se das perspectivas que lhe oferecia com a tendência para a secularização dos estados. Ao mesmo tempo, o seu interesse pelas ciências naturais crescia e, em 1795, tornou-se num dos primeiros membros da Associação de Botânicos de Ratisbona, por convite do seu amigo o Conde de Bray.

### Carreira científica
Em 1805, Klaus von Sternberg deslocou-se a Paris, em representação oficial do clero na coroação de Napoleão Bonaparte como Imperador dos Franceses. Como anti-bonapartista que era, a coroação contribuiu para o seu desencanto com a situação política da época mas, ao mesmo tempo, deu-lhe a oportunidade de conhecer inúmeros cientistas de visita e residentes em Paris. Entre eles contavam-se Alexander von Humboldt, o matemático Marquês de Laplace, o biólogo Georges Cuvier e o botânico Bartolomeu de Faujas de St. Fond. O encontro teve repercussões importantes na carreira científica de Sternberg, que aceitou as sugestões, avançadas principalmente por Faujas, de se dedicar mais à paleobotânica, um campo ainda por explorar. A carreira eclesiástica de Sternberg terminou em definitivo por volta de 1808, data da morte de Joachim, o seu irmão mais velho.
Desde 1795 que Sternberg se dedicava à botânica, de um ponto de vista amador. Com o fim das suas inclinações eclesiásticas, passou a dedicar-se exclusivamente às Ciências. O seu primeiro objecto de estudo foi a flora local dos Alpes, Tirol e Caríntia, publicando vários estudos sobre a família Saxifragaceae e diversas espécies de Ranunculus.
O seu interesse principal foi, no entanto, a paleobotânica, onde foi o primeiro a estabelecer a associação de plantas fósseis a determinados ambientes sedimentares e a demonstrar as semelhanças ecológicas e botânicas entre plantas fósseis e plantas actuais do mesmo ambiente. O seu trabalho, para além de ser pioneiro, contribuiu em muito para mudar a ideia que se tinha no século XVIII em relação à vida ante-diluviana.
O seu volume de trabalho científico foi publicado entre 1820 e 1838 e conta com cerca de 70 títulos entre os quais a Versuch einer geognostisch-botanischen Darstellung der Flora der Vorwelt (Estudo de uma Associação Geobotânica de Flora Pré-histórica) é considerada a obra de maior impacto.
Outras actividades suas incluem várias publicações sobre temas económicos e a fundação, em 1818, do museu Vaterländisches Museum des Königreichs Böhmen (Museu Nacional do Reino da Boémia) em Praga, juntamente com o Conde von Klebelsberg-Thumburg e Franz Anton Kolorat-Liebsteinský, governador da Boémia. A partir de 1827, o Museu passou a editar um jornal científico mensal, onde foi publicada grande parte da obra de Sternberg. Pelos seus contributos à ciência, em 1832, o Imperador Francisco II da Áustria concedeu-lhe a Grã-Cruz da Leopoldsorder, a ordem militar imperial austríaca.
Kaspar Maria von Sternberg morreu em Dezembro de 1838.